# 埃斯帕尔拜朗克堡
埃斯帕尔拜朗克堡（法語：Labastide-Esparbairenque，法語發音：[labastid ɛspaʁbeʁɛ̃k]）是法国奥德省的一个市镇，属于卡尔卡松区。该市镇2009年时的人口为73人。

## 人口
埃斯帕尔拜朗克堡人口变化图示
| 数据来源：INSEE |